# Felip Díaz i Sandino
Felip Díaz i Sandino (Caldes d'Estrac, Maresme 1891 - Colòmbia, 1960) fou un militar i aviador català. Va lluitar en la Guerra Civil Espanyola en el bàndol republicà. Va ocupar llocs importants dins de les Forces Aèries republicanes.

## Biografia

### Carrera militar
Va ser un dels pioners de l'aviació militar espanyola, començant la seva carrera ja en 1915.
En 1922 va marxar a la Guerra del Marroc, on va ser cap d'una esquadrilla. En 1924 va ser ascendit a capità i en 1925 va dirigir el grup aeri que va protegir el desembarcament d'Alhucemas. En 1926, durant la dictadura de Primo de Rivera, va participar en la revolta de Cuatro Vientos i va ser empresonat a Madrid. En 1930 es va afiliar a la francmaçoneria i va conspirar contra la monarquia d'Alfons XIII d'Espanya, fent d'enllaç amb el comitè republicà clandestí.
Quan es van produir els fets del sis d'octubre de 1934 es va negar a bombardejar el palau de la Generalitat de Catalunya, per la qual cosa va ser empresonat al castell de Montjuïc durant algun temps. Díaz Sandino va ser apartat del seu càrrec militar durant els governs radical-cedistes (1934-1935), especialment per la labor del ministre de la guerra José María Gil-Robles. En 1935 va ser un dels membres fundadors de la Unió Militar Republicana Antifeixista (UMRA).

### Guerra Civil Espanyola
En esclatar la guerra civil espanyola era cap de la 3a Esquadra aèria amb base al Prat de Llobregat (Baix Llobregat), i juntament amb Alberto Bayo Giroud va posar l'aviació al servei de la Generalitat de Catalunya, atacant les posicions dels militars revoltats contra el govern de la República. Els atacs de l'aviació republicana ordenats per Díaz Sandino van desmoralitzar enormement els rebels de Barcelona, la qual cosa va contribuir a la seva derrota.
Per aquest motiu va ser ascendit a tinent coronel i nomenat conseller de Defensa de la Generalitat el 31 de juliol de 1936, càrrec que va ocupar en els tres primers governs de la Generalitat durant la Guerra, fins al 14 de desembre. Al capdavant d'aquest organisme, Díaz Sandino va intentar reconduir la situació que regnava en la zona republicana i militaritzar les milícies que actuaven a Catalunya i al Front d'Aragó, però va trobar moltes resistències i oposicions dels sectors anarquistes. Si bé va aconseguir la dissolució del Comitè de Milícies Antifeixistes de Catalunya, no va arribar a dur a terme la buscada militarització. La creació de l'«Exèrcit Popular de Catalunya» va ser més teòrica que real i les milícies van continuar mantenint la seva estructura i identitat pròpies. Díaz Sandino va abandonar el càrrec de conseller de defensa al desembre de 1936.
Al gener de 1937, la premsa franquista parla de la detenció de Sandino, que està pres al castell de Montjuïc des de fa algun temps, acusat d'estafa. El 15 de gener s'inicia a Barcelona un Consell de Guerra contra el coronel Sandino i 17 companys, acusats de complicitat en la desaparició de 7 milions de pessetes destinats a adquirir material de guerra.
Més endavant, serà cap de tota l'aviació republicana en Catalunya, i va cessar en el comandament de la 3a Esquadra al juny de 1937. Al mes següent va marxar com a agregat militar a la Ambaixada de París, ja que va ocupar fins al març de 1938. Aquest mateix any va ser nomenat cap de l'aviació de la 4a Regió Aèria d'Espanya, la corresponent al territori català, càrrec que va mantenir fins al final de la contesa.

### Exili i últims anys
Acabada la guerra es va exiliar a França i després a la República Dominicana, Colòmbia i Xile. El Prat li dedicà un carrer a l'aeroport de la ciutat.

## Obres
- De la conspiración a la revolución, 1929-1937 (1990)